# ديان يفتيتش
ديان يفتيتش مواليد 13 مارس 1989 في توزلا، هو لاعب كرة سلة بوسني. بدأ مسيرته الاحترافية في سنة 2006. يلعب مع نورشوبينغ دولفينز في الدوري السويدي لكرة السلة.

## المسيرة الاحترافية
لعب مع سودرتاليا كينغ في سنة 2011، ثم لعب مع نادي دومجاله لكرة السلة في موسم 2011–2012، ثم لعب مع كلوسترنبيرغ دوكز في موسم 2014–2015، ثم لعب مع زلاتوروج لاشكو في موسم 2015–2016، ثم لعب مع نورشوبينغ دولفينز في سنة 2016.

## روابط خارجية
- ديان يفتيتش على موقع كرة السلة الأوروبية.كوم (الإنجليزية)
- ديان يفتيتش على موقع ريلجم (الإنجليزية)
- ديان يفتيتش على موقع بروبوليرز (الإنجليزية)